# Rush Valley
Rush Valley es el nombre de un pueblo ubicado en el condado de Tooele en el estado estadounidense de Utah. Rush Valley es parte del área metropolitana de Salt Lake City. En el año 2000 tenía una población de 453 habitantes.

## Geografía
Rush Valley se encuentra en las coordenadas 40°21′33″N 112°27′17″O / 40.35917, -112.45472. Según la oficina del censo de Estados Unidos, el CDP tiene un superficie total de 47,5 km². No tiene superficie cubierta de agua.

## Demografía
Según el censo de 2000, había 453 habitantes, 149 casas y 123 familias residían en el CDP. La densidad de población era 24,7 habitantes/km². Había 169 unidades de alojamiento con una densidad media de 3,6 unidades/km².
Aproximadamente 98,1% de la población es de raza blanca, 0,22% amerindio, 0,22% de las islas del Pacífico, 0,66% de otras razas y 0.88% de dos o más razas. Los hispanos o latinos de cualquier raza eran el 1,10% de la población.
Había 149 casas, de las cuales el 34.9% tenía niños menores de 18 años, el 71,8% eran matrimonios, el 7,4% tenía un cabeza de familia femenino sin marido, y el 16,8% no eran familia. El 26,9% de los residentes era menor de 18 años.